# Flourensia
Flourensia,  chilca,   es un género de plantas con flores perteneciente a la familia Asteraceae.  Comprende 44 especies descritas y de estas, solo 33 aceptadas.

## Taxonomía
El género fue descrito por A.Gray ex Nutt. y publicado en Prodromus Systematis Naturalis Regni Vegetabilis 5: 592–593. 1836. La especie tipo es Flourensia laurifolia DC

## Especies aceptadas
A continuación se brinda un listado de las especies del género Flourensia aceptadas hasta julio de 2012, ordenadas alfabéticamente. Para cada una se indica el nombre binomial seguido del autor, abreviado según las convenciones y usos.
- Flourensia angustifolia (DC.) S.F.Blake
- Flourensia blakeana M.O.Dillon
- Flourensia cajabambensis M.O.Dillon
- Flourensia campestris Griseb.
- Flourensia cernua DC.
- Flourensia collodes (Greenm.) S.F.Blake
- Flourensia dentata S.F.Blake
- Flourensia fiebrigii S.F.Blake
- Flourensia glutinosa (B.L.Rob. & Greenm.) S.F.Blake
- Flourensia heterolepis S.F.Blake
- Flourensia hirta S.F.Blake
- Flourensia hirtissima S.F.Blake
- Flourensia ilicifolia Brandegee
- Flourensia laurifolia DC.
- Flourensia leptopoda S.F.Blake
- Flourensia macroligulata Seeligm.
- Flourensia macrophylla S.F. Blake
- Flourensia microphylla (A.Gray) S.F.Blake
- Flourensia monticola M.O.Dillon
- Flourensia niederleinii S.F.Blake
- Flourensia oolepis S.F.Blake
- Flourensia peruviana M.O.Dillon
- Flourensia polycephala M.O.Dillon
- Flourensia polyclada S.F.Blake
- Flourensia pringlei (A.Gray) S.F.Blake
- Flourensia pulcherrima M.O.Dillon
- Flourensia resinosa (Brandegee) S.F.Blake
- Flourensia retinophylla S.F.Blake
- Flourensia riparia Griseb.
- Flourensia solitaria S.F.Blake
- Flourensia suffrutescens (R.E.Fr.) S.F.Blake
- Flourensia thurifera (Molina) DC.
- Flourensia tortuosa Griseb.